# Габріель Манн
Габріель Манн (при народженні Габріель Вілгойт Аміс Мік, англ. Gabriel Wilhoit Amis Mick;, нар. 14 травня 1972, Мідлбері, Вермонт, США) — американський актор і модель, відомий роллю Нолана Росса в драматичному телесеріалі ABC «Помста». Знявся в фільмах «Життя Девіда Гейла», «Ідентифікація Борна» та «Перевага Борна».

## Життєпис
Народився в Міддлбері, штат Вермонт, США, у родині Еліс Джо Мік (при народженні Еміс), адвокатки, та Стівена Сміта Міка, професора соціології
.
Манн розпочав свою кар'єру як професійна модель.
У 1995 році актор знявся у фільмах «Паралельні сини» та «Стоунволл». У титрах був зазначений як Габріель Мік.
Згодом з'явився у ролі отця Френсіса у фільмі «Домініон: Приквел до Екзорциста», режисера Пола Шредера
.
Манн зіграв одну з головних ролей у психологічному трилері Psych 9 із Сарою Фостер, Кері Елвісом та Майклом Біном .
Актор знявся в епізодах телесеріалів «Швидка допомога», «Острів фантазій», "Єремія ", «Карнавал», «Пустка», "Час твого життя " та «Легенда про шукача» . У 2008 році він з'явився в чотирьох епізодах драматичного серіалу AMC «Божевільні» в ролі Артура Кейса. Він також озвучив роль Брюса Беннера в епізоді мультсеріалу Росомаха і Люди Ікс.
У травні 2012 року приєднався до акторського складу історичного біографічного фільму Дієго Луни про Цезара Чавеса під назвою «Цезар Чавес», в якому також знімалися Майкл Пенья, Америка Феррера, Розаріо Доусон, Джон Малкович та Вес Бентлі.
Манн зіграв комп'ютерного хакера-мільярдера Нолана Росса в драматичному серіалі ABC «Помста», який транслювався з 21 вересня 2011 року до 10 травня 2015 року
.
Актор також підписав контракт з «DNA Models» та працював з Маріо Тестіно для «Gap». Був обличчям «CP Company». Працював з Маріо Сорренті для Еллен фон Унверт, Тайлера Шилдса, Марка Джейкобса та Келвіна Кляйна
.
У 2019 році Манн зіграв роль Гейджа Скотта в антологічному міні-серіалі Netflix «Що/якщо».

## Фільмографія
Фільми
| Рік  | Назва                                                               | Роль                 | Примітки               |
| ---- | ------------------------------------------------------------------- | -------------------- | ---------------------- |
| 1995 | Parallel Sons (Паралельні сини)                                     | Сет Карлсон          |                        |
| 1995 | Stonewall (Стоунволл)                                               | Бунтівник            |                        |
| 1996 | I Shot Andy Warhol (Я стріляла в Енді Ворхола)                      | охайний хлопець      |                        |
| 1998 | How to Make the Cruelest Month (Як влаштувати найжорсткіший місяць) | Леонард Крейн        |                        |
| 1998 | High Art (Високе мистецтво)                                         | Джеймс               |                        |
| 1998 | Great Expectations (Великі сподівання)                              | Оуен                 |                        |
| 1998 | Claudine's Return (Повернення Клодін)                               | Кеннет               |                        |
| 1999 | No Vacancy (Місць немає)                                            | Майкл                |                        |
| 1999 | Outside Providence (Перше кохання)                                  | Джек Віллер          |                        |
| 1999 | Dying to Live (Смертельна жага до життя)                            | Метью                |                        |
| 2000 | American Virgin (Американська діва)                                 | Браян                |                        |
| 2000 | Cherry Falls (Вбивства у Черрі-Фолс)                                | Кенні Аскот          |                        |
| 2001 | Things Behind the Sun (Речі з тієї сторони сонця)                   | Оуен                 |                        |
| 2001 | Джозі і кішечки                                                     | Алан М.              |                        |
| 2001 | Summer Catch (Літні ігри)                                           | Оґґі Мілліґан        |                        |
| 2001 | New Port South (Новий південний порт)                               | Вілсон               |                        |
| 2001 | Солдати Буффало                                                     | Браян Нол            |                        |
| 2002 | Ідентифікація Борна                                                 | Денні Зорн           |                        |
| 2002 | Abandon (Покинута)                                                  | Гаррісон Гобарт      |                        |
| 2003 | Життя Девіда Гейла                                                  | Зак Штемонс          |                        |
| 2004 | Sleep Easy, Hutch Rimes (Спи спокійно, Хатч Раймс)                  | Джессі Праудфіт      |                        |
| 2004 | Перевага Борна                                                      | Денні Зорн           |                        |
| 2004 | Drum (Барабан)                                                      | Юрґен Шадеберґ       |                        |
| 2005 | Dominion: Prequel to the Exorcist (Домініон: Приквел до екзорциста) | отець Френсіс        |                        |
| 2005 | A Lot Like Love (Більше, ніж кохання)                               | Пітер                |                        |
| 2005 | Don't Come Knocking (Не стукай)                                     | Граф                 |                        |
| 2005 | Велика порожнеча                                                    | Вдумлива людина      |                        |
| 2005 | Piggy Banks (Природжені вбивці)                                     | Майкл                |                        |
| 2006 | Valley of the Heart's Delight (Долина світла)                       | Джек                 |                        |
| 2007 | Love and Mary (Кохання і Мері)                                      | Джейк/Брент          |                        |
| 2008 | Demption (Спокута)                                                  | Пол                  | Короткометражний фільм |
| 2008 | The Ramen Girl (Суші гьол)                                          | Ітан                 |                        |
| 2008 | 80 Minutes (80 хвилин)                                              | Алекс Норт           |                        |
| 2008 | Dark Streets (Темні вулиці)                                         | Чез                  |                        |
| 2008 | The Rainbow Tribe (Племя веселки)                                   | Містер Мюррей        |                        |
| 2008 | The Coverup (Прикриття)                                             | Стю Пеппер           |                        |
| 2010 | Psych 9 (Псих 9)                                                    | Коул Ганнігер        |                        |
| 2011 | Fake (Підробка)                                                     | Деніел Джейкор       |                        |
| 2013 | Zerosome                                                            | Майкл «Ліппі» Ліпмен |                        |
| 2014 | Cesar Chavez (Цезар Чавес)                                          | молодий Богданович   |                        |

Телесеріали
| Рік       | Назва                                                | Роль                           | Примітки                                                                        |
| --------- | ---------------------------------------------------- | ------------------------------ | ------------------------------------------------------------------------------- |
| 1996      | Harvest of Fire (Жнива вогню)                        | Джон Бейлер                    |                                                                                 |
| 1997      | Heart Full of Rain (Серце наповнене дощем)           | Джейкоб Доккет                 |                                                                                 |
| 1997      | ER (Швидка допомога)                                 | Карл Твомі                     | Епізод: «Випадкові дії»                                                         |
| 1999      | Fantasy Island (Острів фантазій)                     | Сібіл Геммонд                  | Епізод: «Невинність»                                                            |
| 1999      | Dying to Live (Смертельна жага до життя)             | Метью «Метт» Джаннет           | Телевізійний фільм                                                              |
| 1999      | Wasteland (Пустир)                                   | Джастін                        | Епізод: «Подвійне побачення»                                                    |
| 2000      | Time of Your Life (U.S. TV series) (Час твого життя) | Ітан                           | Епізод: «Час, коли вони вирішили зустрічатися»                                  |
| 2002      | Jeremiah (Єремія)                                    | Ендрю Kincaid                  | Епізод: «Засоби для досягнення цілей»                                           |
| 2003      | Carnivàle (Карнавал)                                 | Герлен Стауб                   | Епізод: «Пилова буря»                                                           |
| 2008      | Божевільні                                           | Артур Кейз                     | 4 епізоди                                                                       |
| 2008      | Wolverine and the X-Men (Росомаха та Люди Ікс)       | Брюс Ваннер (голос)            | Епізод: «Галк проти Росомахи»                                                   |
| 2009–2010 | Legend of the Seeker (Легенда про шукача)            | Молодий Зеддікус З'ул Зорандер | 2 епізоди                                                                       |
| 2010–2012 | Месники: Могутні герої Землі                         | Брюс Беннер (голос)            | 7 епізодів                                                                      |
| 2011–2015 | Помста                                               | Нолан Росс                     | Main role Nominated—Teen Choice Award for Choice TV Male Scene Stealer          |
| 2015      | The Mysteries of Laura (Таємниці Лаури)              | Шейн Аллен                     | Епізод: «Таємниця замкненої скриньки»                                           |
| 2016      | Рей Донован                                          | Джейкоб Воллер                 | 6 епізодів                                                                      |
| 2016      | Rush hour (Година пік)                               | Реджинальд Мейсон              | Епізод: «Knock, Knock… House Creeping!»                                         |
| 2017–2018 | Damnation (Прокляття)                                | Мартін Еґґерс Гайд, PhD        | 5 епізодів                                                                      |
| 2018      | Гаваї 5.0                                            | Лі                             | Епізод: «Aia I Hi'Ikua; I Hi'Ialo» «Is Borne on the Back; Is Borne in the Arms» |
| 2019      | The Blacklist (Чорний список)                        | Ілля Козлов                    | 2 епізоди                                                                       |
| 2019      | What/If (Що/Якщо)                                    | Ґейдж Скотт                    | Епізодична роль                                                                 |
| 2019–2022 | Бетвумен                                             | Томмі Елліот / Гаш             | Епізодична роль                                                                 |